# Stigmaphyllon calcaratum
Stigmaphyllon calcaratum är en tvåhjärtbladig växtart som beskrevs av N. E. Brown. Stigmaphyllon calcaratum ingår i släktet Stigmaphyllon och familjen Malpighiaceae. Inga underarter finns listade i Catalogue of Life.